# Panchimalco
Panchimalco – miasto w Salwadorze, w departamencie San Salvador.